# Bedirhan Bülbül
Bedirhan Bülbül (ur. 29 lipca 1999 w Tokacie) – turecki siatkarz, reprezentant kraju, grający na pozycji środkowego. 

## Sukcesy klubowe
Puchar Challenge:
- 2021

Mistrzostwo Turcji:
- 2021, 2022, 2023[2], 2025[3]
- 2024[4]

Superpuchar Turcji:
- 2021, 2022[5], 2023[6]

Puchar CEV:
- 2025[7]

## Sukcesy reprezentacyjne
Liga Europejska:
- 2021[8], 2023[9]
- 2022[10]

## Nagrody indywidualne
- 2023: Najlepszy środkowy Mistrzostw Europy[11]